# 송종호 (사격 선수)
송종호(宋宗鎬, 1990년 3월 1일~)는 대한민국의 사격 선수이다. 2020년 하계 올림픽에 대한민국 국가대표로 참가했으며 또한 2014년 아시안 게임에서 25m 속사 권총 단체전 금메달, 2018년 세계 선수권 대회 단체전에서 동메달을 획득했다.